# Джангитау
Джангита́у (карач.-балк. Джангы тау — «Новая гора»), или Джанга (груз. ჯანღა) — горная вершина в центральной части Главного Кавказского хребта на границе России и Грузии. Высота главной вершины 5085 м. Это пятая по высоте вершина Российской части Кавказа, и вторая в Грузии (после Шхары). В массиве Джангитау выделяют ещё две вершины: Западную (5058,8 м, 43°01′08″ N, 43°03′07″E), — именно она на картах генштаба обозначена как г. Джангитау, и Восточную (5033,6 м, 43°00′48″ N, 43°04′14″E), на тех же картах именуемая как Пик Пушкина, который находится в 6,5 км северо-восточнее в массиве Дыхтау.
Джангитау находится в центре 13-километрового горного массива, известного под названием Безенгийская стена и популярна в альпинизме. На вершину проложены маршруты 4Б-5А категории сложности, также через неё проходит маршрут «траверс Безенгийской стены» (5Б, зимний вариант — 6А).